# Carter Jenkins
Carter Mark Jenkins (Tampa, Flórida, 4 de setembro de 1991) é um ator americano. Ele é mais conhecido por seus papéis nos filmes Pequenos Invasores (2009), Idas e Vindas do Amor (2010) e  O Diario De Carson Phillips (2012). Na televisão, Jenkins fazia parte do elenco principal de  Surface (2005-06), Viva Laughlin  (2007) e atualmente estrela na série do Freeform, Famous in Love (2017).

## Filmografia

### Filme
| Ano  | Título                       | Personagem        | Notas          |
| ---- | ---------------------------- | ----------------- | -------------- |
| 2005 | Sujou... Chegaram os Bears   | Joey Bullock      |                |
| 2006 | Think Tank                   | Young Dex         |                |
| 2006 | Competindo com os Steins     | Zachary Stein     |                |
| 2009 | Pequenos Invasores           | Tom Pearson       |                |
| 2010 | Idas e Vindas do Amor        | Alex Franklin     |                |
| 2010 | Arcadia Lost                 | Sye               |                |
| 2012 | The Nevsky Prospect          | David             |                |
| 2012 | O Diario De Carson Phillips  | Nicholas Forbes   |                |
| 2012 | Life Life in in, Space Space | Inspector Shnotzy | Curta metragem |
| 2014 | Drink                        | Young Gray        | Curta metragem |
| 2014 | Heavy Water                  | River             |                |
| 2015 | Nightlight                   | Chris             |                |
| 2015 | Circle                       | The College Guy   |                |
| 2015 | A Light Beneath Their Feet   | Jeremy            |                |
| 2016 | O Último Verão               | Jesse             |                |

### Televisão
| Ano       | Título                  | Personagem          | Notas                                                                |
| --------- | ----------------------- | ------------------- | -------------------------------------------------------------------- |
| 2003      | Without a Trace         | Kyle                | Episódio: "Fallout: Part 1"                                          |
| 2003      | Jimmy Kimmel Live!      | Kid                 | Episódio #1.134                                                      |
| 2003      | Run of the House        | Young Kurt Franklin | Episódio: "Just Like Mom"                                            |
| 2003–2004 | The Bernie Mac Show     | Michael             | 2 Episódios                                                          |
| 2004      | Joint Custody           | Nate                | Piloto não vendido da The WB                                         |
| 2004      | Scrubs                  | Young Todd Quinlan  | Episódio: "My Tormented Mentor"                                      |
| 2004      | Oliver Beene            | Boy                 | Episódio: "Babysitting"                                              |
| 2004      | Everwood                | David Beck          | Episódio: "Staking Claim"                                            |
| 2004–2005 | Unfabulous              | Eli Pataki          | Recorrente, 9 Episódios                                              |
| 2005      | Surface                 | Miles Barnett       | Principal                                                            |
| 2005      | CSI: NY                 | Will Galanis        | Episódio: "Tri-Borough"                                              |
| 2005      | Lost                    | Young Tom Brennan   | Episódio: "Born to Run"                                              |
| 2005      | Cãofusões               | Preston Price       | Filme Televisivo                                                     |
| 2006      | The 4400                | Todd Barstow        | Episódio: "Graduation Day"                                           |
| 2006      | Dr. House               | Mark McNeil         | Episódio: "Meaning"                                                  |
| 2006      | CSI: Miami              | Raymond Caine Jr.   | Episódio: "Rio"                                                      |
| 2007      | Viva Laughlin           | Jack Holden         | Principal                                                            |
| 2009–2010 | Lie to Me               | Rick Massey         | 2 Episódios                                                          |
| 2014      | Chosen                  | Reid                | Episódio: "Downward Spiral"                                          |
| 2014      | The Following           | Preston Tanner      | 4 Episódios                                                          |
| 2015      | Mad Men                 | Andy                | Episódio: "The Milk and Honey Route"                                 |
| 2015      | Tales from the Darkside | Carter              | Piloto não vendido da The CW                                         |
| 2015      | Any Tom, Dick, or Harry | JJ Hale             | Television film; also writer                                         |
| 2016      | Aquarius                | William Garretson   | Episódio: "Everyone's Got Something to Hide Except Me and My Monkey" |
| 2016      | Sweet/Vicious           | Will Powell         | 2 Episódios                                                          |
| 2017–2018 | Famous in Love          | Rainer Devon        | Principal                                                            |
| 2020      | Doom Patrol             | John                | Episódio: "Wax Patrol"                                               |